# Sofyan Amrabat
Sofyan Amrabat (Huizen, 21 de agosto de 1996), é um futebolista marroquino que atua como meio-campo. Atualmente, joga pelo Fenerbahçe.

## Carreira

### Utrecht
Amrabat cresceu em Utrecht, onde fez sua estreia profissional em 2 de novembro de 2014 em uma vitória do Utrecht por 3-1 contra o Vitesse. Depois de poucas oportunidades nas primeiras 2 temporadas, ele obteve mais espaço na terceira, onde se virou titular da equipe, jogando 31 de 34 jogos (2 perdidos devido a lesão e 1 devido a suspensão), bem como 3 nos play-offs de qualificação da Liga Europa, em que ele marcou seu primeiro gol profissional em uma vitória por 1-3 contra o Heerenven.

### Feyenoord
Amrabat juntou-se ao Feyenoord em 24 de julho de 2017, ele assinou um contrato de quatro anos e o Utrecht recebeu uma taxa de transferência de € 4 milhões. Para o seu primeiro jogo, o treinador Giovanni van Bronckhorst colocou-o em jogo aos 77 minutos, no lugar de Kevin Diks, na final da Supertaça dos Países Baixos (vitória nos penáltis, 4-2) sobre o Vitesse. Em seu segundo jogo na Liga dos Campeões com o Feyenoord, Amrabat marcou seu primeiro gol em 26 de setembro de 2017 contra o SSC Napoli nos minutos extras (derrota, 3-1). Ele terminou a temporada 2017-2018 com seis aparições na Liga dos Campeões e um total de 31 jogos disputados pelo clube holandês.

### Clube Brugge
Em agosto de 2018, ele se juntou ao Club Brugge, da Bélgica, em um contrato de quatro anos, com o Feyenoord recebendo € 2,5 milhões. Em 26 de agosto de 2018, ele jogou sua primeira partida na liga contra o RSC Anderlecht, substituindo Wesley aos 74 minutos (vitória, 2-1). Amrabat marcou seu primeiro gol na temporada regular em 2 de dezembro de 2018 contra o Standard Liège, a partida terminou 3 a 0 e Amrabat garantiu o terceiro gol. Essa partida também foi a primeira do campeonato em que ele completou os 90 minutos.
Em Bruges, ele nunca conseguiu forçar um lugar permanente no time titular, acabou por fazer 30 jogos pelos azuis e pretos, o último dos quais a 10 de agosto, frente ao KV Oostende.

### Hellas Verona
Em 21 de agosto de 2019, Amrabat mudou-se para Verona por empréstimo com valor fixado em 3,5 milhões de euros. Depois de escolher o número 34,ele fez sua estreia quatro dias depois, na primeira jornada, em um empate por 1 a 1 com o Bologna, substituindo Valerio Verre aos 49 minutos.
 Em 26 de julho de 2020, ele marcou seu primeiro gol na primeira divisão em uma cobrança de pênalti, dando ao Scaligeri a liderança na partida em casa contra a Lazio, que sua equipe perderia por 1 a 5.
Em julho de 2020, Amrabat ganhou o prêmio de Jogador da Temporada do Hellas Verona.

### Fiorentina
Em 31 de janeiro de 2020, ele foi comprado em definitivo pela Fiorentina por 18 milhões de euros mais 2 milhões de bônus em caso de classificação para as copas europeias, porém ficou emprestado até o final da temporada ao Verona. Ele fez sua estreia pela Viola em 26 de setembro em uma derrota por 4-3 contra a Inter de Milão. Ele terminou o ano fazendo 33 aparições para a Viola, incluindo 31 na Serie A e 2 na Coppa Italia.
Em sua última temporada pela Fiorentina, Amrabat fez 49 jogos e foi vice-campeão da Copa Italia e da Liga Conferência.

### Manchester United
O Manchester United anunciou em 1 de setembro de 2023, a contratação de Sofyan Amrabat, ele chegou por empréstimo no valor de 10 milhões de euros (R$ 53 milhões). No contrato existe uma cláusula de obrigação de compra por 20 milhões de euros (R$ 106 milhões) em junho de 2024.
| “                                                          | É uma grande honra ser jogador do Manchester United. Tive que ter paciência para este momento, mas sou alguém que sempre ouve o meu coração e agora estou representando o clube dos meus sonhos. Sou um jogador apaixonado. Quero trazer essa energia para o elenco e colocarei tudo em cada ação que tomar pela equipe. | ” |
| — disse Amrabat em entrevista ao site do Manchester United | |   |

Sofyan Amrabat estreou-se em 23 de setembro de 2023, uma vitória sobre o Burnley por 1-0, pela sexta rodada do Campeonato Inglês.

### Fenerbahçe
Em 30 de agosto de 2024, o Fenerbahçe anunciou que havia chegado a um acordo para contratar o Amrabat por empréstimo ao clube turco para a temporada 2024-25.
No fim da temporada, o clube turco adquiriu o jogador em definitivo, pagando um valor próximo a 12 milhões de euros.

## Seleção Marroquina
Foi convocado para defender a Seleção Marroquina de Futebol na Copa do Mundo de 2018.
Amrabat foi novamente convocado para defender a Seleção Marroquina na Copa do Mundo de 2022, foi um dos destaques da Copa, ele foi imenso na vitória sobre Portugal nas quartas de final, mas seu desempenho contra a Espanha na rodada anterior foi ainda mais notável.

## Títulos
Feyenoord
- Copa dos Países Baixos: 2017–18
- Supercopa dos Países Baixos: 2017 e 2018

Club Brugge
- Jupiler Pro League: 2019–20

Manchester United
- Copa da Inglaterra: 2023–24